# فليكس وانكل
فليكس وانكل (بالألمانية: Felix Wankel)‏ مواليد 13 أغسطس 1902 في لار، ألمانيا - الوفاة 9 أكتوبر 1988 في هايدلبرغ، مخترع المحرك رباعي الأشواط والمعروف بـمحرك فانكل

## روابط خارجية
- فليكس وانكل على موقع الموسوعة البريطانية (الإنجليزية)
- فليكس وانكل على موقع مونزينجر (الألمانية)